# 分散光毛蟹
分散光毛蟹（学名：Glabropilumnus dispar）为扇蟹科光毛蟹属的动物。分布于日本、新喀里多尼亚、苏禄海、印度尼西亚、马来群岛、马尔代夫群岛以及中国大陆的西沙群岛等地，生活环境为海水，多生活于珊瑚礁浅水中。